# Llançadora mitocondrial
La llançadora mitocondrial és un sistema emprat per al transport d'agents reductors a través de la membrana mitocondrial interna. El NADH no pot travessar la membrana, però pot reduir altres molècules que sí ho poden fer, de manera que els seus electrons poden assolir la cadena de transport d'electrons.
Com a producte del metabolisme dels hidrats de carboni en el citosol, es produeix NADH. El NADH generat en la glucòlisi i altres deshidrogenases citosòliques ha de transferir els equivalents reductors al mitocondri per a la seva reoxidació a la cadena respiratòria. Són necessaris sistemes de transport específics, ja que el NADH generat per un enzim citosòlic, gliceraldehid-3-fosfat deshidrogenasa, no pot travessar per si mateix la membrana mitocondrial per ser oxidat per la cadena respiratòria, ja que la membrana mitocondrial interna és impermeable al NADH i al NAD{\displaystyle ^{+}}. En conseqüència, els equivalents reductors han de transferir-se als complexos respiratoris de la membrana mitocondrial interna, sense un moviment físic del coenzim, és a dir, la solució és que els electrons del NADH en comptes del NADH mateix siguin transportats per la membrana mitocondrial. Aquest procés comporta la reducció d'un substrat pel NADH en el citoplasma, el pas del substrat reduït a la matriu mitocondrial a través d'un sistema de transport específic, la reoxidació d'aquest compost a l'interior de la matriu i el pas del substrat oxidat de tornada cap al citoplasma on pot experimentar de nou el mateix cicle. Aquest procés de transport d'electrons als mitocondris el porten a terme les llançadores metabòliques. Una característica típica de les llançadores és que estan accionades per isoformes citoplasmàtiques i mitocondrials del mateix enzim.

## Llançadora glicerol-3-fosfat

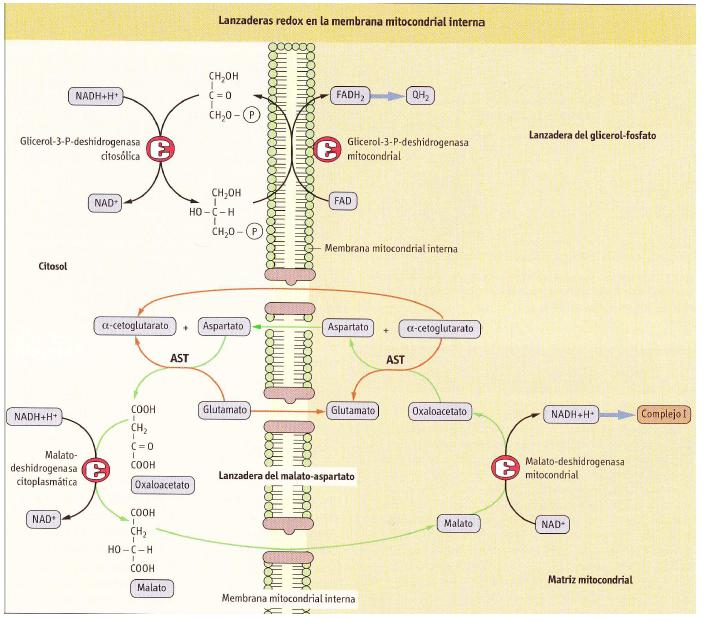
Esquema representatiu dels mecanismes que intervenen en les llançadores metabòliques

Una de les nombroses maneres d'introduir electrons del NADH a la cadena de transport electrònic és la llançadora del glicerol-3-fosfat. El primer pas en aquesta llançadora és la transferència d'un parell d'electrons del NADH al fosfat de dihidroxiacetona (un intermediari glicolític) per formar glicerol-3-fosfat. La glicerol-3-fosfat deshidrogenasa catalitza aquesta reacció en el citoplasma. Un isoenzim del glicerol-3-fosfat deshidrogenasa unit a la membrana (una flavoproteïna) reoxida el glicerol-3-fosfat a fosfat de dihidroxiacetona a la superfície externa de la membrana mitocondrial interna. Es transfereixen un parell d'electrons del glicerol-3-fosfat a un grup prostètic FAD d'aquest enzim i es forma FADH{\displaystyle _{2}}. Aquesta reacció també regenera el fosfat de dihidroxiacetona. La flavina reduïda transfereix els seus electrons al transportador d'electrons Q, el qual entra aleshores a la cadena respiratòria en forma de QH{\displaystyle _{2}}.
Quan la cadena respiratòria oxida en NADH citoplasmàtic transportat per la llançadora del glicerol-3-fosfat es formen 1,5 molècules d'ATP. La utilització del FAD permet que els electrons del NADH citoplasmàtic siguin transportats a l'interior dels mitocondris en contra d'un gradient de concentració de NADH. El preu d'aquest transport és una molècula d'ATP per cada dos electrons. Si l'acceptor d'electrons fos el NAD{\displaystyle ^{+}} en comptes del FAD, s'obtindria un rendiment major, de 2,5 molècules d'ATP. Aquesta llançadora del glicerol-3-fosfat és especialment important a les cèl·lules del cervell i a les cèl·lules del muscle esquelètic, on permet mantenir una taxa de fosforilació oxidativa molt elevada. De fet, alguns insectes no tenen lactat deshidrogenasa i depenen completament de la llançadora de glicerol-3-fosfat per regenerar el NAD{\displaystyle ^{+}} citoplasmàtic.

## Llançadora del malat-aspartat
Un altre sistema de llançadora diferent, especialment actiu en les cèl·lules del fetge, del ronyó, i del muscle cardíac, és la llançadora malat-aspartat, que opera segons el mateix principi que la llançadora de glicerol fosfat, però de manera més complexa, ja que el substrat (malat) és capaç de travessar la membrana mitocondrial interna, però la membrana és impermeable al producte (oxalacetat), atès que no hi ha cap transportador.
El NADH del citosol redueix l'oxalacetat a malat, que entra en els mitocondris mitjançant el transportador d'àcids dicarboxílics. Aquest malat és oxidat ràpidament per la malat deshidrogenasa mitocondrial, per formar oxalacetat i NADH, que és oxidat per la cadena de transport electrònic. L'oxalacetat produït es converteix seguidament en aspartat per l'aspartat aminotranferasa mitocondrial, ja que la membrana interna no conté un transportador específic d'oxalacetat. L'aspartat pot aleshores creuar la membrana mitjançant el transportador d'aspartat glutamant cap al citosol, o l'aspartat aminotransferasa citosòlic el converteix en oxalacetat. A diferència de la llançadora de glicerol fosfat, la llançadora del malat aspartat és reversible i serveix com a mecanisme per transportar equivalents de reducció fora de la matriu mitocondrial. Per tant, l'intercanvi s'aconsegueix per interconversió entre aminoàcids -ceto i -amino, amb participació del glutamat i {\displaystyle \alpha }-cetoglutarat citoplasmàtic i mitocondrial, així com isoenzims de glutamat oxalalacetat transaminasa (aspartato-aminotransferasa). Donada la transaminació que es produeix en aquest procés complex és necessari que l'{\displaystyle \alpha }-cetoglutarat es transporti contínuament a l'exterior dels mitocondris i que paral·lelament el glutamat es transporti de manera contínua a l'interior d'aquestes.

## Enzims implicats en les llançadores

### Glicerol-3-fosfat deshidrogenasa

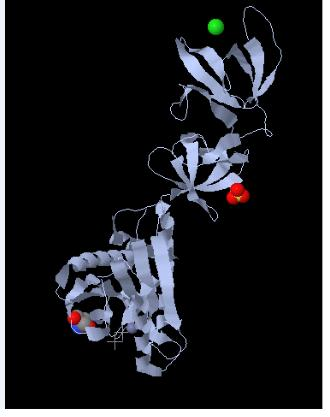
Estructura molecular en 3D del glicerol 3 fosfat

És un enzim que pertany al grup de les oxidoreductases, concretament de les deshidrogenases. Aquests enzims catalitzen reaccions d'oxidació o de reducció per subtracció o addició de dos àtoms d'hidrogen. El coenzim és qui accepta o dona aquests protons. En el cas de la glicerol-3-fosfat deshidrogennasa, el coenzim implicat és el NAD{\displaystyle ^{+}}, que en acceptar els protons passa a la seva forma reduïda NADH{\displaystyle ^{+}}+H.
Catalitza la reacció següent: 
{\displaystyle Glicerol{\text{-3-}}\ fosfat+NAD^{+}\leftrightarrow dihidroxicetonafosfat}
Aquest enzim també catalitza les reaccions de redox del propan-1,2-diol i del sulfat de dihidroxicetona, respectivament, però amb menys afinitat.

### Aspartat aminotransferasa

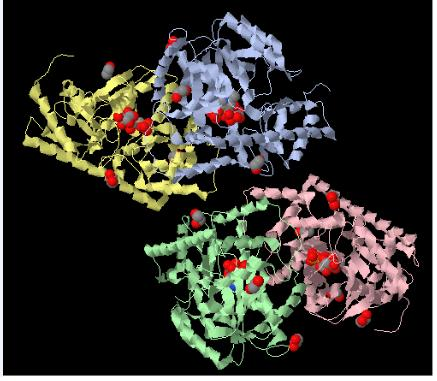
Estructura molecular en 3D de l'aspartat aminotransferasa

És un enzim que pertany al grup de les transaminases. Es presenta en el sèrum i en diversos teixits, i amb més incidència en el miocardi i en el fetge. En catalitzar reaccions d'aminotranferasa, la seva acció és donar el grup amb nitrogen d'un aminoàcid a un α-cetoàcid, originant un nou aminoàcid i l'α-cetoàcid corresponent a l'aminoàcid donador. Per totes les transaminases es necessita en coenzim piridoxal fosfat. L'α-cetoglutarat és l'acceptor predominant del grup amino i es converteix en glutamat com a nou aminoàcid.
{\displaystyle Aminoacid\ +\alpha {\text{-}}\ cetoglutarat\leftrightarrow \alpha {\text{-}}\ cetoacid+glutamat}
Al seu torn, el grup amino del glutamat es transfereix a l'oxalacetat en una segona reacció de transaminació per generar aspartat
{\displaystyle Glutamat\ +oxalacetat\leftrightarrow \alpha {\text{-}}\ cetoglutarat+aspartat}
L'anomalia en el funcionament del cor o del fetge, tal com un infart de miocardi o l'hepatitis, provoca la sortida en gran quantitat d'aquest enzim. S'usen controls de la concentració d'aquest enzim en sang per poder diagnosticar i vigilar malalties hepàtiques.

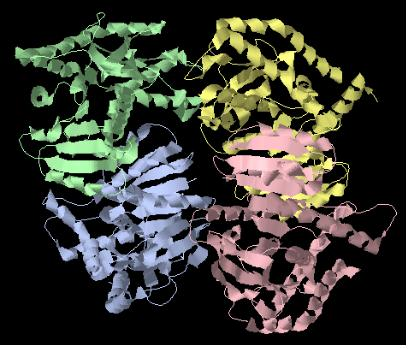
Estructura molecular en 3D del malat deshidrogenasa

### Malat deshidrogenasa
És un enzim que pertany a la família de les oxidoreductases. L'acceptor final d'electrons d'aquesta reacció és el NAD{\displaystyle ^{+}}.
{\displaystyle Malat\ +NAD^{+}\leftrightarrow oxalacetat+NADH_{2}}
D'aquest enzim es coneixen dos isoenzims, ambdós involucrats en la llançadora de malat-aspartat; un es troba a la matriu mitocondrial, mentre que l'altre se situa al citosol.